# DiaTV
DiaTV é um canal de televisão via streaming brasileiro operado pela Dia Estúdio. Foi lançado em 3 de maio de 2023 com programação televisiva multiplataforma, simultânea endurante 6 horas ao dia ao vivo. Os conteúdos são transmitidos pelo canal oficial do DiaTV no YouTube, Facebook, TikTok e LinkedIn. As mesmas lives são retransmitidas nos mais de dez canais que compõe o quadro de apresentadores. Ademais, nas respectivas plataformas de exibição, estão disponíveis chats ao vivo para as comunidades poderem trocar experiências e opiniões.
Além das produções originais da DiaTV, como Corrida das Blogueiras e De Frente com Blogueirinha, são exibidos os conteúdos de mais 13 canais de produtores de conteúdos, são elas: Wanessa Wolf, Blogueirinha, Diva Depressão, Foquinha, Lorelay Fox, dentre outros.

## História

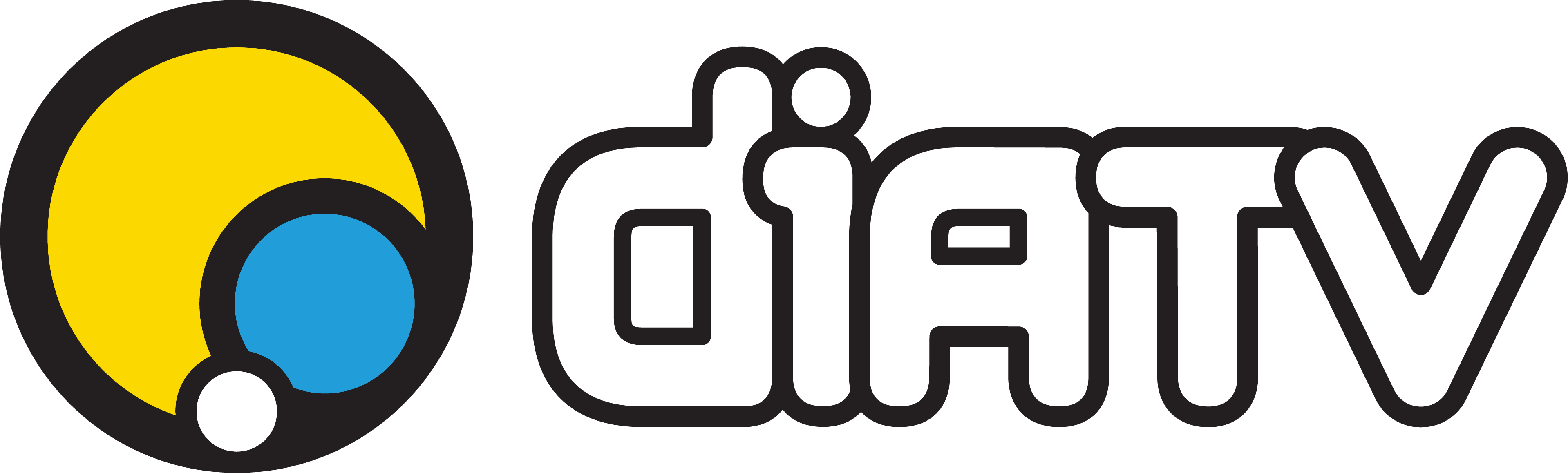
A primeira logo da DiaTV, de 3 de maio de 2023 a 21 de maio de 2024.

O canal foi inaugurada às 20h do dia 3 de maio de 2023, com vídeo-manifesto, publicado no próprio canal da empresa comandada por Rafa Dias, e contou com um show do cantor Silva. Em seguida, entrou no ar o especial com os melhores momentos de todos os programas da produtora. Com uma grade linear repleta de programas de humor, música, gastronomia, notícias, fofocas, entrevistas e reality shows, a DiaTV prometeu ser o novo vício dos amantes de conteúdo online. Com uma média de seis horas diárias de ao vivo, a DiaTV contou com programas inéditos e também grandes sucessos produzidos pela Dia Estúdio. Assim que a exibição do programa termina, os conteúdos ficam disponíveis em formato de VOD nos canais da Dia Estúdio ou perfis dos 13 canais dos criadores que são apresentadores da TV, que somados atingem mais de 87 milhões de seguidores.

## Programas
- Blogueirinha, a Feia
- Corrida das Blogueiras
- De Frente com Blogueirinha
- Foquinha Entrevista
- Mari e as Marias
- Pra Variar
- Lorelive
- Diva Depressão Ao Vivo
- Tem Que Sustentar